# 관하선
관하선(官下線)은 평안남도 북창군에 있는 북창역과 관하역을 연결하는, 조선민주주의인민공화국의 철도노선이다.

## 노선 정보
- 구간과 거리 : 북창역~관하역
- 역 수 : 2개(양단역 포함)
- 궤도 간격 : 1435mm(표준궤)
- 전철화 구간 : 없음
- 복선 구간 : 없음

## 역 목록
| 역이름     | 영업거리 (km) | 접속노선       | 소재지          |
| ---------- | ------------- | -------------- | --------------- |
| 북창(北倉) | 0.0           | 평덕선, 득장선 | 평안남도 북창군 |
| 관하(官下) |               |                | 평안남도 북창군 |